# Mehmet Altınsoy
Mehmet Altınsoy (* 1924 in Aksaray; † 17. Februar 2007 in Ankara) war ein türkischer Politiker. Er war von 1984 bis 1989 Bürgermeister von Ankara und zweimal Staatsminister.

## Leben
Altınsoy studierte an der Universität Ankara Rechtswissenschaften und ließ sich nach dem Studium als Rechtsanwalt nieder. Nach dem Militärputsch 1960 begann er, sich politisch zu engagieren. Als nationalkonservativer Politiker war er Mitglied der Cumhuriyetçi Köylü Millet Partisi (1961–1969), der Demokratik Parti (1973–1977), der Anavatan Partisi (1984–1989), der Refah Partisi (1995–1998) und der Fazilet Partisi (1998–1999).
1961 wurde er Mitglied der verfassungsgebenden Versammlung und war dann bis Oktober 1969 Abgeordneter der türkischen Nationalversammlung. 1965 wurde er Staatsminister im Kabinett von Suat Hayri Ürgüplü. 1983 gründete er gemeinsam mit Turgut Özal und anderen die Anavatan Partisi. Ein Jahr später wurde er Bürgermeister von Ankara und konnte in seiner Amtszeit bis 1989 mit Hilfe der türkischen Regierung unter Özal wichtige Infrastrukturprojekte umsetzen. 1996/97 war er unter Necmettin Erbakan erneut Staatsminister.
Altınsoy starb am 17. Februar 2007. Er wurde auf dem Karşıyaka-Friedhof in Ankara begraben.
Altınsoy war verheiratet mit Necla Altınsoy (1928–2001), der Tochter des Politikers Ahmet Hamdi Akseki.